# Parafia Matki Bożej Nieustającej Pomocy w Piwnicznej-Kosarzyskach
Parafia Matki Bożej Nieustającej Pomocy w Piwnicznej-Kosarzyskach – parafia rzymskokatolicka w dekanacie Piwniczna w diecezji tarnowskiej. Kościół parafialny został wybudowany w latach siedemdziesiątych XX wieku. Mieści się w dzielnicy Kosarzyska przy ulicy Kosarzyska.

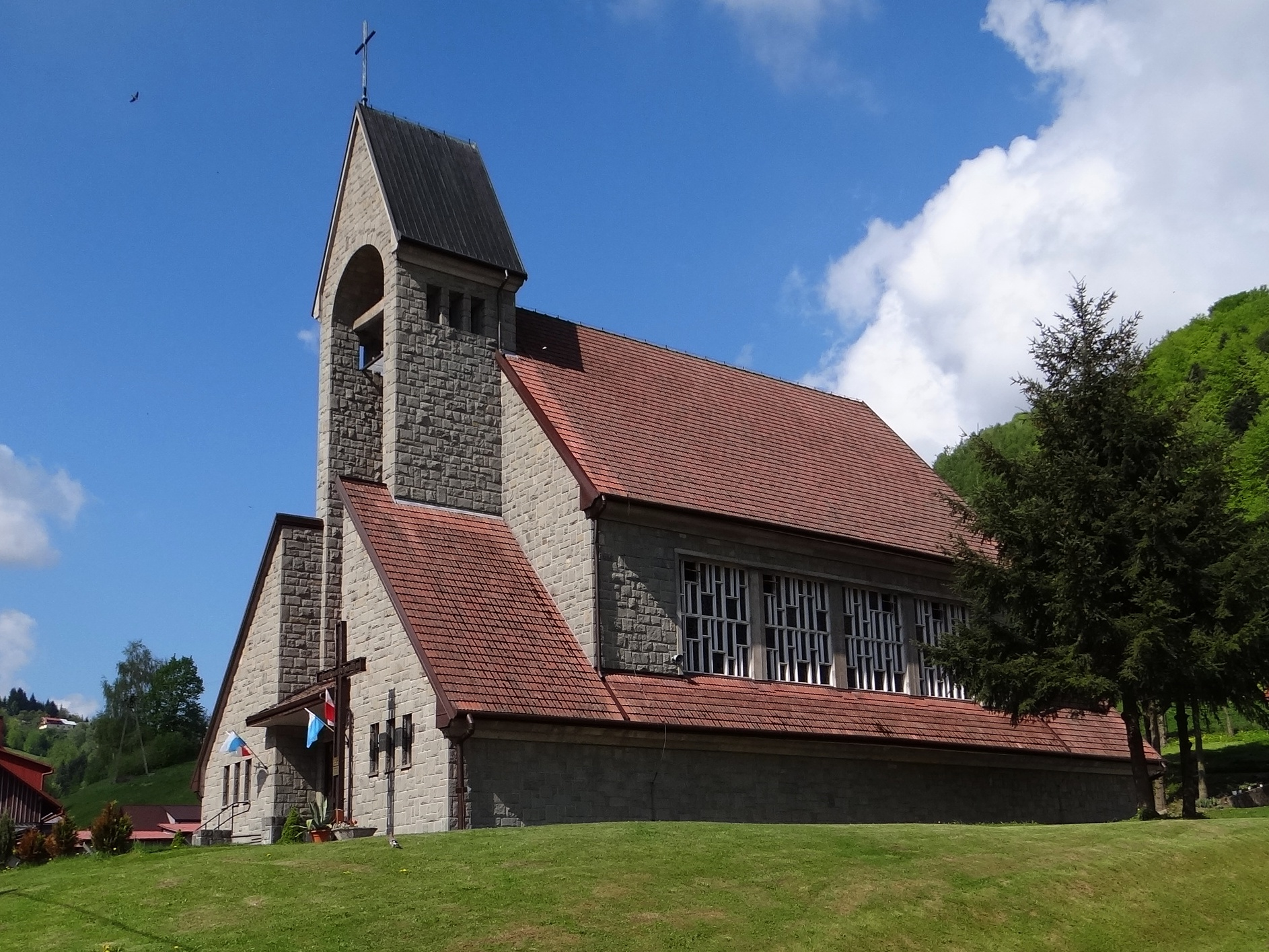